# Sandro Sardone
Sandro Sardone (Roma, 13 agosto 1940 – Roma, 23 gennaio 2009) è stato un doppiatore italiano.

## Biografia
Attivo per la Cooperativa Doppiatori Cinematografici (CDC) e in seguito per la SEFIT-CDC, Sardone ha doppiato moltissimi attori tra cui Peter Boyle, Héctor Elizondo, Bill Cobbs, Eli Wallach (ne Il padrino - Parte III e in Amanti, primedonne), Tommy Lee Jones (in JFK - Un caso ancora aperto) Dennis Hopper, Jerry Orbach, Tomas Milian (in Havana), Samuel L. Jackson (in Mo' Better Blues), F. Murray Abraham ne Il falò delle vanità e Robert David Hall nella serie televisiva CSI - Scena del crimine che ha doppiato dalla prima all'ottava stagione.
Ha doppiato Morbo in Futurama (dalla seconda alla quinta stagione) in sostituzione di Glauco Onorato, prima della sua scomparsa. Dalla sesta stagione verrà sostituito da Michele Gammino. Nei cartoni animati doppiò Lucky Piquel in Bonkers - Gatto combinaguai. 
È morto a Roma il 23 gennaio 2009, all'età di 68 anni.

## Vita privata
Era sposato con la doppiatrice e attrice Luciana Luppi.

## Doppiaggio

### Film
- Peter Boyle in 4 pazzi in libertà, Uomini d'onore, Mi gioco la moglie... a Las Vegas, Un labirinto pieno di guai, Royce, Operazione Gatto
- Héctor Elizondo in Filofax - Un'agenda che vale un tesoro, Paura d'amare, Pretty Woman, Pretty Princess, Principe azzurro cercasi, Campioni di guai
- Bill Cobbs in Demolition Man, Un detective... particolare, Suspect - Presunto colpevole, Incubo finale, La costa del sole
- Danny Aiello in Hudson Hawk - Il mago del furto, Ruby, il terzo uomo a Dallas, Buona fortuna, Mr. Stone, Due giorni senza respiro
- Harry Dean Stanton in Repo Man - Il recuperatore, Fire Down Below - L'inferno sepolto, Terapia d'urto, Alpha Dog, Inland Empire - L'impero della mente
- Andreas Katsulas in Chi protegge il testimone, Intrigo a Hollywood, Il fuggitivo
- Seymour Cassel in Dick Tracy, I soliti amici
- Eli Wallach ne Il padrino - Parte III, Amanti, primedonne
- Matt Clark in Ravenhawk, Ritorno al futuro - Parte III
- John Heard in Nel centro del mirino, O come Otello
- M. Emmet Walsh in Equinox, Il matrimonio del mio migliore amico
- Brian Cox in Il collezionista, Rushmore
- Bruce McGill e Zach Grenier in Cliffhanger - L'ultima sfida
- Robert Davi in 007 - Vendetta privata
- Leonard Nimoy in Star Trek V - L'ultima frontiera
- Danny Trejo in Animal Factory
- William Forsythe in American Me - Rabbia di vivere
- Samuel L. Jackson in Mo' Better Blues
- Tomas Milian in Havana
- Abe Vigoda in Senti chi parla
- Frank Vincent in Quei bravi ragazzi
- Paul Benedict in Scappatella con il morto
- Richard Hamilton in Sfida tra i ghiacci
- Paul Gleason in Non è un'altra stupida commedia americana
- Tony Burton ne I re della spiaggia
- Richard Portnow in Un poliziotto alle elementari
- Tommy Lee Jones in JFK - Un caso ancora aperto
- Doug Bradley in Hellbound: Hellraiser II - Prigionieri dell'Inferno
- Dennis Hopper in Lupo solitario
- Michael Rooker in Chasing Ghosts
- Walter Gertz in I Flintstones in Viva Rock Vegas
- Michael Tucker in Amore con interessi
- Gregory Sierra in Vampires
- Gene Hackman in Anello di sangue
- Chuck Pfeiffer in Nato il quattro luglio
- J. K. Simmons in Le regole della casa del sidro
- Cary-Hiroyuki Tagawa in Johnny Tsunami - Un surfista sulla neve
- Brian Doyle-Murray in Qualcosa è cambiato
- Jack Betts in Demoni e dei
- Mark Margolis in Hannibal
- Ron Rifkin in Wolf - La belva è fuori
- James Cromwell in The Snow Walker
- Alan Rachins in Un fantasma per amico
- Dick Miller in Matinee
- Ron Dean ne Il cliente
- Robert Willox in Beowulf
- J. A. Preston in Codice d'onore
- Robert Z'Dar in The Killing Game
- Adam Baldwin ne Il grande volo
- John Forsythe in S.O.S. fantasmi
- Paul Mazursky ne L'ultima battuta
- Robert Patrick in Flags of Our Fathers
- Bill McKinney in Scappo dalla città 2
- F. Murray Abraham ne Il falò delle vanità
- Richard Bright in C'eravamo tanto odiati
- Richard Farnsworth in Misery non deve morire
- Wilford Brimley ne Il socio
- Jerry Orbach ne I nuovi eroi
- Reinhard Kolldehoff ne Il dittatore del Parador in arte Jack
- John Spencer in Presunto innocente
- Michael Vadnal in Natale a Miami
- Joss Ackland in Caccia a Ottobre Rosso
- Garry McDonald in Moulin Rouge!
- William Sadler in Generazione perfetta
- Steven Hill in Billy Bathgate - A scuola di gangster
- Jesse D. Goins in RoboCop
- Phil Rubenstein in RoboCop 2
- Robert DoQui in RoboCop 3
- Bill Graham in Bugsy
- Louis Eppolito in Quei bravi ragazzi
- Colm Meaney in Cuori ribelli
- Madhav Sharma in Entrapment
- James Gammon in Ti amerò... fino ad ammazzarti
- James Pickens Jr. in Sleepers
- Krikor Satamian in Partnerperfetto.com
- Mike Starr ne Lo sbirro, il boss e la bionda
- R. Lee Ermey in Bella, pazza e pericolosa
- Miguel Sandoval in Facile preda
- Earl Billings in Something New
- Joe Flaherty in Ritorno al futuro - Parte II

### Film d'animazione
- Papà Toposkovich in Fievel conquista il West
- Flotsam e Jetsam ne La sirenetta
- Galvez in Lupin III - Episodio: 0
- Patou in Eddy e la banda del sole luminoso
- Rooter in Alla ricerca della Valle Incantata
- Sig. Beady in Barnyard - Il cortile
- Nebbercracker in Monster House
- Sir Orrin Neville-Smythe ne Il volo dei draghi

### Serie televisive
- Robert David Hall in CSI - Scena del crimine (st. 1-8)
- Jerry Orbach in Homicide
- Robert Ginty in Supercar
- Aldo Braga in Manuela

### Serie animate
- Morbo in Futurama (2ª voce)
- Tasso ne Le avventure del bosco piccolo[1]
- Tex Hex in BraveStarr
- Principe di Lambesc in Lady Oscar
- Maggiolino (1ª voce) in Transformers (G1)
- Prof. Lutacio ne I Lunnis
- Akka di Kebnekajse e Holger Nilsson in Nils Holgersson[2]
- Dott. Foley in South Park (episodio 4x02)
- Det. Lucky Piquel in Bonkers - Gatto combinaguai
- Prof. Deko in Robottino

### Videogiochi
- El Guapo in Cars - Motori ruggenti[3]
- Frank Agglin in Ghosthunter[4]